# Ctenoplectra chalybea
Ctenoplectra chalybea är en biart som beskrevs av Smith 1857. Ctenoplectra chalybea ingår i släktet Ctenoplectra och familjen långtungebin. Inga underarter finns listade i Catalogue of Life.